# Јеврем Јездић
Јеврем Јездић (Полача, Аустроугарска, 13. март 1916 — Буенос Ајрес, Аргентина, 9. децембар 1997) био је српски историчар, публициста и књижевник.

## Биографија
Јездић је крајем 1950. године, илегалним каналима, заједно са женом и ћерком, побегао у СССР као део „ИБ емиграције“. На овај начин је избегао сигуран прогон као симпатизер Стаљина и његове политике. По доласку у Москву бива ухапшен под оптужбом да је агент Комунистичке партије Југославије. У московском затвору Лјубјанка проводи три месеца. Пуштен је на иницијативу неких утицајних представника тајне полиције (НКВД-а). Јездићева супруга, Ана, у затвору проводи нешто више од пет месеци. Боравак у тамници је нарушио њено здравље и она умире крајем 1951. године од последица упале плућа. И даље искрени комуниста, Јездић никада није опростио совјетском режиму хапшење и смрт супруге и обећао да ће је једног дана осветити.

## Јездићев филозофски рад
У току свог дугогодишњег рада Јеврем Јездић је написао неколико десетина филозофских расправа од којих је само неколико објављено. Критика државе је један од доминантних мотива Јездићевог филозофског рада. Један од најбитнијих радова је расправа ”Уместо закона” која је један изразито идеалистички приступ анархизму. Овај рад је објављен само на француском језику.
Један од људи којима је Јездић био импресиониран у младости био је Михаил Александрович Бакуњин руски револуционар и филозоф чији га је буран живот инспирисао. У Јездићевим романима постоји лик мистериозног старца Алексеја Кинкопа (Алексеј Кринкоп) који у роману Презир изговара реченицу “Где има власти нема слободе!” која је чувена анархистичка парола. Овај лик настао је на основу лика руског филозофа, историчара и писца Петара Алексејевича Кропоткина.
Написао је историјске анализе Руско-јапанског рата и Револуције у Русији 1905. године.

### Филозофски радови
- Прудон и мутуализам
- Пораз париске комуне
- Лењинов материјализам
- Уместо закона (Ils comportent comme si ils etaient le loi)
- Пораз индивидуалне воље

## Дела
- 1949 – Изгубљена револуција
- 1962 – У Ланцима
- 1965 – Злостављање
- 1967 – Фојбе
- 1972 - Дете Паланке
- 1977 – Очи У Магли
- 1982 – Масакр у Глинској Цркви
- 1983 – Презир - Двотомни роман
- 1983 – Гозба
- 1989 – Године које су Нестале
- 1990 – Кристалне ноћи
- 2000 - Аргентинске ноћи (Збирка есеја објављена постхумно)